# Plateosauria
Plateosauria je klada sauropodomorfnih dinosaurusa koji su živeli tokom kasnog trijasa do kasne krede. Naziv Plateosauria prvi je skovao Gustav Tornije 1913. godine. Naziv je kasnije izašao iz upotrebe sve do 1980-ih.